# Мурдмаа, Май-Эстер Оскаровна
Май-Эстер Мурдмаа (эст. Mai Murdmaa; 31 марта 1938, Таллин) — советская эстонская балерина, балетмейстер. Народная артистка Эстонской ССР (1981).

## Биография
Родилась 31 марта 1938 года в Таллине.
Отец — художник Оскар Мурдмаа, в войну в 1944 году пропал без вести сражаясь в рядах Красной Армии, брат — скульптор Аллан Мурдмаа.
Училась в Таллинском хореографическом училище, в 1965 году окончила в Москве балетмейстерское отделение ГИТИСа (педагог Р. В. Захаров).
Почти полвека — с 1956 по 2001 год — служила Государственном академическом театре оперы и балета «Эстония»: с 1956 года — балерина, а с 1964 года — балетмейстер, с 1973 по 2001 год — главный балетмейстер. На сцене театра поставила более 60 спектаклей, постановщик ряда фильмов-балетов.

Деятельность Май-Эстер Мурдмаа сыграла важную роль в формировании творческого облика труппы этого театра. Её лучшим постановкам, присущи драматизм, масштабность, своеобразие пластического языка, острое чувство современности. Мурдмаа нашла новое, оригинальное воплощение балетных партитур, ставших классикой 20 века.— Балет: энциклопедия. / Гл. ред. Ю. Н. Григорович. — М.: Советская энциклопедия, 1981.
В 1970 году присвоено звание заслуженный артист Эстонской ССР, в 1981 году удостоена звания народный артист Эстонской ССР.
Дважды лауреат Государственной премии Эстонии в области культуры (1993, 2011).
В 2011 году награждена Орденом Белой звезды 3-го класса.